# فلوريد البوتاسيوم
 فلوريد البوتاسيوم مركب كيميائي له الصيغة KF ، ويكون على شكل بلورات عديمة اللون .

## الخواص
ينحل مركب فلوريد البوتاسيوم بشكل جيد في الماء، لكنه لا ينحل في الإيثانول.

## التحضير
يحضر مركب فلوريد البوتاسيوم من تفاعل تعديل حمض فلوريد الهيدروجين بكربونات البوتاسيوم أو هيدروكسيد البوتاسيوم (البوتاس الكاوي) كما تظهر المعادلة:
{\displaystyle {\ce {2HF + 2KOH -> 2KF + 2H2O}}}
بتبخير المحلول الناتج من التفاعل نحصل على بلورات من ثنائي هيدرات فلوريد البوتاسيوم (يتساند مع جزيئتي ماء) والذي درجة انصهاره تبلغ 41°س. يؤدي تسخين ثنائي الهيدرات إلى الحصول على الشكل الخالي من الماء.
تؤدي إضافة كميات زائدة من حمض فلوريد الهيدروجين إلى تشكل ثنائي فلوريد البوتاسيوم الحمضي KHF2، والذي يسهل الحصول عليه نظراً لانخفاض انحلاليته في الماء (حوالي 39 غ/100 مل ماء عند الدرجة 20°س). بتسخين هذا المعقد فوق درجة انصهاره (239°س) نحصل مجدداً على فلوريد البوتاسيوم.
{\displaystyle {\ce {KHF2 -> KF + HF}}}

## الاستخدامات
التطبيقات الغالبة لهذا المركب هي لثنائي فلوريد البوتاسيوم الحمضي KHF2، والذي يستعمل لاستحصال الفلور، وذلك بإجراء عملية التحليل الكهربائي لمصهوره.

## السلامة
مركب فلوريد البوتاسيوم سام، وله تأثير مخرش على الجلد. محاليله المائية تترك أثرها على الزجاج والبورسلان.